# Великие имена России
Великие имена России — общенациональный конкурс по выбору имен выдающихся соотечественников для присвоения российским аэропортам, организованный в 2018 году. Проект вызвал широкий общественный резонанс; в СМИ и соцсетях развернулась полемика вокруг отдельных имён-кандидатов, а также против присвоения имён вообще и требующихся немалых затрат на это.

## О конкурсе
Организаторами конкурса «Великие имена России» объявлены Общественная палата РФ, Российское историческое общество, Общество русской словесности, Русское географическое общество и Российское военно-историческое общество. Конкретными вдохновителями конкурса в СМИ называются влиятельный митрополит Тихон Шевкунов и министр культуры РФ Владимир Мединский.
Идея проекта состояла в том, чтобы путем народного голосования определить, в честь каких исторических деятелей России назвать 47 крупных аэропортов, расположенных в 40 регионах страны. В положении о конкурсе отмечалось, что к рассмотрению принимаются «имена выдающихся соотечественников, внесших значимый вклад в развитие и становление России, в том числе получивших мировое признание». В проекте представлен как общенациональный, так и локальный культурно-исторический контекст — имена, которыми гордятся жители отдельных территорий, этносов и религий соседствуют с личностями мирового масштаба. В список имён-кандидатов вошли представители разных эпох и рода занятий — от древнерусских князей до первооткрывателей нефти в Сибири. Первоначально для имён политиков хотели ввести ограничение на последние 100 лет, однако затем от этого отказались. Были предложения (например, для аэропортов Пулково и Челябинска) внести в список имён-кандидатов действующего Президента РФ В.В. Путина. В дальнейшем вызвало проблемы (см. ниже) то, что с одной стороны некоторые одни и те же имена-претенденты были предложены аэропортам разных городов (до шести как в случае с Менделеевым), а с другой стороны имеется в виду назвать все аэропорты уникально.
В качестве прецедентов называлось наименование некоторых аэропортов в других странах, а также ранее в последние годы уже именованные в честь известных людей некоторые российские аэропорты (Платов в Ростове, Гагарин в Саратове, Карамзин в Ульяновске).

## Ход голосования
На первом этапе конкурса, который проходил с 11 до 21 октября 2018 года, по итогам общественных обсуждений в регионах проекта были сформированы первичные списки имен-претендентов для присвоения аэропортам. В ходе второго этапа, который продлился до 30 октября 2018 года, жители этих регионов выдвигали свои варианты имен на официальном сайте конкурса. По результатам первых двух этапов был сформирован лонг-лист конкурса. На третьем этапе ВЦИОМ провел социологические опросы жителей для определения наиболее популярных имён-кандидатов для присвоения аэропорту в регионе их проживания. «Тройки» и «четверки» имен-финалистов, вошедшие в шорт-лист конкурса, были обнародованы 12 ноября 2018 года:
| Город                    | Аэропорт                  | Имена-претенденты                                                             |
| Анадырь                  | Аэропорт Угольный         | Павел Виноградов Тимофей Елков Антонина Кымытваль Юрий Рытхэу                 |
| Анапа                    | Аэропорт Витязево         | Владимир Коккинаки Клара Лучко Вадим Фадеев                                   |
| Архангельск              | Аэропорт Архангельск      | Николай Кузнецов Федор Абрамов Михаил Ломоносов                               |
| Астрахань                | Аэропорт Нариманово       | Борис Кустодиев Пётр I Великий Николай Скоморохов Велимир Хлебников           |
| Белгород                 | Аэропорт Белгород         | Николай Ватутин Алексей Маресьев Владимир Шухов                               |
| Благовещенск             | Аэропорт Игнатьево        | Леонид Гайдай Николай Муравьёв-Амурский Михаил Орлов                          |
| Владивосток              | Аэропорт Кневичи Западные | Владимир Арсеньев Николай Муравьёв-Амурский Геннадий Невельской Анна Щетинина |
| Волгоград                | Аэропорт Гумрак           | Георгий Жуков Алексей Маресьев Василий Чуйков                                 |
| Воронеж                  | Аэропорт Чертовицкое      | Алексей Кольцов Пётр I Великий Константин Феоктистов                          |
| Горно-Алтайск            | Аэропорт Горно-Алтайск    | Николай Рерих Григорий Чорос-Гуркин Илья Шуклин                               |
| Екатеринбург             | Аэропорт Кольцово         | Павел Бажов Акинфий Демидов Георгий Жуков                                     |
| Калининград              | Аэропорт Храброво         | Александр Василевский Елизавета Петровна Иммануил Кант Иван Черняховский      |
| Калуга                   | Аэропорт Грабцево         | Павел Беляев Георгий Жуков Константин Циолковский                             |
| Казань                   | Аэропорт Казань           | Муса Джалиль Габдулла Тукай Андрей Туполев                                    |
| Краснодар                | Аэропорт Пашковский       | Евдокия Бершанская Екатерина II Великая Александр Суворов                     |
| Красноярск               | Аэропорт Емельяново       | Виктор Астафьев Василий Суриков Дмитрий Хворостовский                         |
| Магадан                  | Аэропорт Сокол            | Эдуард Берзин Юрий Билибин Владимир Высоцкий Сергей Королёв                   |
| Минеральные Воды         | Аэропорт Минеральные Воды | Алексей Ермолов Михаил Лермонтов Александр Солженицын                         |
| Москва                   | Аэропорт Внуково          | Андрей Туполев Сергей Королев Георгий Жуков                                   |
| Москва                   | Аэропорт Шереметьево      | Дмитрий Менделеев Александр Пушкин Константин Рокоссовский Андрей Туполев     |
| Москва                   | Аэропорт Домодедово       | Георгий Жуков Михаил Кутузов Михаил Ломоносов Евгений Примаков                |
| Мурманск                 | Аэропорт Мурманск         | Николай II Романов Иван Папанин Борис Сафонов                                 |
| Набережные Челны         | Аэропорт Бегишево         | Николай Лемаев Дмитрий Менделеев Салих Сайдашев Иван Шишкин                   |
| Нижневартовск            | Аэропорт Нижневартовск    | Николай Архангельский Александр Филипенко Фарман Салманов                     |
| Нижний Новгород          | Аэропорт Стригино         | Максим Горький Козьма Минин Валерий Чкалов                                    |
| Новосибирск              | Аэропорт Толмачево        | Евгений Мешалкин Александр Покрышкин Валерий Чкалов                           |
| Новый Уренгой            | Аэропорт Новый Уренгой    | Иван Губкин Сабит Оруджев Василий Подшибякин                                  |
| Норильск                 | Аэропорт Алыкель          | Михаил Водопьянов Николай Урванцев Александр Сотников                         |
| Омск                     | Аэропорт Центральный      | Дмитрий Карбышев Андрей Туполев Михаил Ульянов                                |
| Пенза                    | Аэропорт Пенза            | Виссарион Белинский Александр Куприн Михаил Лермонтов                         |
| Петропавловск-Камчатский | Аэропорт Елизово          | Витус Беринг Василий Завойко Степан Крашенинников                             |
| Псков                    | Аэропорт Кресты           | Княгиня Ольга Василий Маргелов Александр Невский                              |
| Самара                   | Аэропорт Курумоч          | Сергей Королёв Николай Кузнецов Эльдар Рязанов Василий Татищев                |
| Санкт-Петербург          | Аэропорт Пулково          | Александр Невский Пётр I Великий Александр Пушкин                             |
| Симферополь              | Аэропорт Симферополь      | Иван Айвазовский Екатерина II Великая Павел Нахимов                           |
| Сочи                     | Аэропорт Сочи             | Евгения Жигуленко Михаил Лазарев Виталий Севастьянов                          |
| Ставрополь               | Аэропорт Шпаковское       | Лев Доватор Леонид Севрюков Александр Суворов                                 |
| Сургут                   | Аэропорт Сургут           | Ермак Тимофеевич Фарман Салманов Александр Филипенко                          |
| Сыктывкар                | Аэропорт Сыктывкар        | Пётр Истомин Николай Оплеснин Юрий Спиридонов                                 |
| Томск                    | Аэропорт Богашево         | Николай Камов Николай Рукавишников Андрей Савиных                             |
| Тюмень                   | Аэропорт Рощино           | Пётр Ершов Дмитрий Менделеев Виктор Муравленко                                |
| Уфа                      | Аэропорт Уфа              | Муса Гареев Мустай Карим Салават Юлаев                                        |
| Хабаровск                | Аэропорт Хабаровск-Новый  | Николай Муравьёв-Амурский Геннадий Невельской Ерофей Хабаров                  |
| Чебоксары                | Аэропорт Чебоксары        | Андриян Николаев Святослав Фёдоров Иван Яковлев                               |
| Челябинск                | Аэропорт Баландино        | Игорь Курчатов Виктор Макеев Борис Шапошников                                 |
| Южно-Сахалинск           | Аэропорт Хомутово         | Иван Крузенштерн Геннадий Невельской Антон Чехов                              |
| Якутск                   | Аэропорт Якутск           | Пётр Бекетов Валерий Кузьмин Михаил Николаев Платон Ойунский                  |
| ------------------------ | ------------------------- | ----------------------------------------------------------------------------- |

Финальное голосование по выбору имен-победителей проходило в два тура. В ходе основного тура — с 12 ноября по 30 ноября 2018 года — были определены имена-победители для 42 аэропортов. Итоги были объявлены в прямом эфире программы «60 минут» на телеканале «Россия 1» 4 декабря 2018 года. 
Пять имён (Сергей Королёв, Михаил Ломоносов, Пётр I, Михаил Лермонтов, Фарман Салманов) стали лидерами голосования сразу в двух регионах и были признаны победителями там, где за них проголосовал больший процент участников конкурса (по отношению к общему числу проголосовавших).
По аэропортам, которые уступили своих лидеров, был назначен второй тур голосования. Для проведения повторного голосования сформированы обновленные списки имен-финалистов — исключены имена-кандидаты, победившие в других регионах, и добавлены имена из списка ВЦИОМ, следующие по популярности за именами-финалистами основного тура.
Второй тур по выбору имен для аэропортов Москва (Внуково), Санкт-Петербург, Архангельск, Пенза, Нижневартовск проходил с 10 декабря по 23 декабря 2018 года:
| Город           | Аэропорт               | Имена-претенденты                                           |
| Архангельск     | Аэропорт Архангельск   | Николай Кузнецов Федор Абрамов Иван Папанин                 |
| Москва          | Аэропорт Внуково       | Андрей Туполев Петр Чайковский Георгий Жуков                |
| Нижневартовск   | Аэропорт Нижневартовск | Николай Архангельский Александр Филипенко Виктор Муравленко |
| Пенза           | Аэропорт Пенза         | Виссарион Белинский Александр Куприн Василий Ключевский     |
| Санкт-Петербург | Аэропорт Пулково       | Александр Невский Федор Достоевский Дмитрий Шостакович      |
| --------------- | ---------------------- | ----------------------------------------------------------- |

## Итоги конкурса
Итоги конкурса по 46 аэропортам утверждены Экспертным советом Общественной палаты РФ. Принято отдельное решение по Горно-Алтайску. В связи с неоднозначной реакцией жителей республики Алтай на итоги конкурса, признано целесообразным вывести Горно-Алтайск из проекта с возможностью проведения нового голосования в 2019 году.
По итогам финального голосования имена должны быть присвоены всем самым известным и загруженным в стране аэропортам: Шереметьево — Александра Пушкина, Домодедово — Михаила Ломоносова, Внуково — Андрея Туполева, Пулково — Федора Достоевского. Проект действует и в целом ряде других городов России, от Калининграда до Южно-Сахалинска. Среди имён: Пётр I, Александр Суворов, Дмитрий Менделеев, Антон Чехов и другие.
Окончательное решение о присвоении имён выдающихся деятелей отдельным географическим объектам, в том числе аэропортам, утверждается президентом РФ.
Президент РФ не подтвердил присвоение Аэропорту Гумрак (Волгоград) имени Алексея Маресьева, а также Аэропорту Пулково имени Фёдора Достоевского.
Ниже представлены имена, которые были присвоены 44 аэропортам, согласно Указу Президента Российской Федерации от 31.05.2019 г. № 246:
| Анадырь                  | Аэропорт Угольный имени Юрия Рытхэу                       |
| Анапа                    | Аэропорт Витязево имени Владимира Коккинаки               |
| Архангельск              | Аэропорт Архангельск (Талаги) имени Фёдора Абрамова       |
| Астрахань                | Аэропорт Нариманово имени Бориса Кустодиева               |
| Белгород                 | Аэропорт Белгород имени Владимира Шухова                  |
| Благовещенск             | Аэропорт Игнатьево имени Николая Муравьева-Амурского      |
| Владивосток              | Аэропорт Владивосток (Кневичи) имени Владимира Арсеньева  |
| Воронеж                  | Аэропорт Чертовицкое имени Петра I Великого               |
| Екатеринбург             | Аэропорт Кольцово имени Акинфия Демидова                  |
| Казань                   | Аэропорт Казань имени Габдуллы Тукая                      |
| Калининград              | Аэропорт Храброво имени Елизаветы Петровны                |
| Калуга                   | Аэропорт Калуга (Грабцево) имени Константина Циолковского |
| Краснодар                | Аэропорт Пашковский имени Екатерины II Великой            |
| Красноярск               | Аэропорт Емельяново имени Дмитрия Хворостовского          |
| Магадан                  | Аэропорт Сокол имени Владимира Высоцкого                  |
| Минеральные Воды         | Аэропорт Минеральные Воды имени Михаила Лермонтова        |
| Москва                   | Аэропорт Внуково имени Андрея Туполева                    |
| Москва                   | Аэропорт Шереметьево имени Александра Пушкина             |
| Москва                   | Аэропорт Домодедово имени Михаила Ломоносова              |
| Мурманск                 | Аэропорт Мурманск имени Николая II Романова               |
| Набережные Челны         | Аэропорт Бегишево имени Николая Лемаева                   |
| Нижневартовск            | Аэропорт Нижневартовск имени Виктора Муравленко           |
| Нижний Новгород          | Аэропорт Стригино имени Валерия Чкалова                   |
| Новосибирск              | Аэропорт Толмачево имени Александра Покрышкина            |
| Новый Уренгой            | Аэропорт Новый Уренгой имени Ивана Губкина                |
| Норильск                 | Аэропорт Алыкель имени Николая Урванцева                  |
| Омск                     | Аэропорт Омск-Центральный имени Дмитрия Карбышева         |
| Пенза                    | Аэропорт Пенза имени Виссариона Белинского                |
| Петропавловск-Камчатский | Аэропорт Елизово имени Витуса Беринга                     |
| Псков                    | Аэропорт Псков (Кресты) имени княгини Ольги               |
| Самара                   | Аэропорт Курумоч имени Сергея Королёва                    |
| Симферополь              | Аэропорт Симферополь имени Ивана Айвазовского             |
| Сочи                     | Аэропорт Сочи (Адлер) имени Виталия Севастьянова          |
| Ставрополь               | Аэропорт Шпаковское имени Александра Суворова             |
| Сургут                   | Аэропорт Сургут имени Фармана Салманова                   |
| Сыктывкар                | Аэропорт Сыктывкар имени Петра Истомина                   |
| Томск                    | Аэропорт Богашево имени Николая Камова                    |
| Тюмень                   | Аэропорт Рощино имени Дмитрия Менделеева                  |
| Уфа                      | Аэропорт Уфа имени Мустая Карима                          |
| Хабаровск                | Аэропорт Хабаровск-Новый имени Геннадия Невельского       |
| Чебоксары                | Аэропорт Чебоксары имени Андрияна Николаева               |
| Челябинск                | Аэропорт Баландино имени Игоря Курчатова                  |
| Южно-Сахалинск           | Аэропорт Южно-Сахалинск (Хомутово) имени Антона Чехова    |
| Якутск                   | Аэропорт Якутск имени Платона Ойунского                   |
| ------------------------ | --------------------------------------------------------- |

## Общественный резонанс
Конкурс вызвал большой интерес: 6 млн. россиян приняли участие в конкурсе, проявив активность в выдвижении имён, опросах и голосовании за имена-претенденты. Наряду с этим возникла острая общественная полемика, публиковались петиции, проводились митинги, пикеты. Оглашались случаи организованного властями «добровольно-принудительного» голосования за определённых имён-кандидатов военнослужащими, госслужащими, бюджетниками, студентами и другое задействование т.н. административного ресурса. Проведение конкурса активно освещалось в СМИ и соцсетях. Администрацией Президента РФ обещано учесть как результаты конкурса, так и критические мнения при окончательном утверждении присвоения имён аэропортам.
Одной из самых особенно широко резонансных (которая снискала от разных групп и лиц как поддержку, так и критику) стала идея присвоить аэропорту в Омске имя лидера панк-группы «Гражданской Оборона» Егора Летова. При этом отметился критическим высказыванием и министр культуры РФ Владимир Мединский. По итогам опроса ВЦИОМ Егор Летов не прошел финальный тур конкурса, в ответ на это поклонники музыканта развернули масштабную кампанию в его поддержку, с их стороны звучали обвинения в подтасовках и требования вернуть имя Летова в шорт-лист. В Москве и Омске прошли акции протеста, РЕН-ТВ показал концерт группы «Гражданская оборона».
Также широкий общественный резонанс вызвало предложение назвать петербургский аэропорт Пулково в честь лидера музыкальной группы «Ленинград» Сергея Шнурова, по результатам второго этапа его имя попало в списки претендентов. Общественное мнение полярно раскололось — на тех, кто «топил за Шнура» в соцсетях, и тех, кто посчитал сам факт выдвижения скандально известного представителя шоу-бизнеса неприемлемым. Сам музыкант отреагировал твитом сожаления на то, что его имя не попало в финалисты конкурса. Кроме того, после подведения промежуточных и итоговых результатов конкурса в СМИ широко оглашалось недоумение и недовольство ряда местных жителей, включая политиков и общественных деятелей, что, ввиду механически подводимых итогов по большему числу набранных процентов для одних и тех же имён в разных городах, не петербургский аэропорт Пулково, а аэропорт в другом городе (Воронеже) будет назван в честь основателя и безусловного авторитета Санкт-Петербурга Петра I..
Противостояние, которое вылилось в акты вандализма, вызвала идея назвать калининградский аэропорт в честь Иммануила Канта, имя которого в начале голосования лидировало, но затем не оказалось победителем, что, вкупе с некоторыми свидетельствами о фактах голосования военнослужащих и других зависимых от властей жителей, вызвало претензии в использовании административного ресурса. Некоторые общественные активисты и политики, а также неместные депутаты увидели в выдвижении Канта опасность «германизации» местной истории, «оскорбляющей ветеранов» ВОВ. Категорически «против» Канта высказался и глава штаба Балтийского флота, вице-адмирал Игорь Мухаметшин. Неизвестные осквернили могилу и памятник Канта в Калининграде, разбросав листовки с призывом «отказаться от имени врага». За Канта вступились историки и авторитетные эксперты, которые научными фактами подтвердили, что философ по праву занимает место в проекте «Великие имена России».
Громкий скандал разгорелся вокруг результатов конкурса по аэропорту Горно-Алтайска, которые организаторы в итоге решили не утверждать, чтобы не создавать угрозы для общественно-политической стабильности в регионе. Противостояние двух имён-кандидатов — Николая Рериха, художника мировой величины и Григория Чорос-Гуркина, представителя местной идентичности шло с переменным успехом и закончилось победой Рериха, который набрал на 1% больше голосов. Как посчитали на Горном Алтае, последователи учения Рериха организовали за него т.н. сетевое голосование за пределами региона. Ряд местных сообществ и представители РПЦ выступили против присвоения имени Рериха аэропорту, апеллируя к его неалтайскому происхождению и визионерскому учению, чуждому православию. «Рериховцы» в свою очередь назвали Чорос-Гуркина сепаратистом, вспомнив, что он был идеологом борьбы за автономию Горного Алтая.
Общественная палата Мурманской области и представители КПРФ выразили недовольство в связи с возможностью присвоения местному аэропорту имени императора Николая II и обратились в Общественную палату РФ с просьбой отменить итоги голосования. Но результат голосования в Мурманске остался в силе. Кандидатуру императора поддержали Наталья Поклонская, общество «Двуглавый Орел» и многие сетевые монархические группы, не имеющие никакого отношения к Мурманской области.
Особо жаркие споры и обсуждения по поводу переименования шли в Екатеринбурге и Перми, Новосибирске, Томске, Уфе, Казани и Набережных Челнах, Красноярске, Магадане и т.д.